# Bombicoïdeus
Els bombicoïdeus (Bombycoidea) són una superfamília lepidòpters glossats del clade ditrisis. Inclou milers d'espècie, algunes tan conegudes como el cuc de seda i el borinot de la mort. Dues famílies, els satúrnids i els esfíngids contenen el 80% de les espècies de la superfamília.

## Famílies
La superfamília dels bombicoïdeus inclou 4.723 espècies repartides en 10 famílies:
- Família Anthelidae Turner, 1904
- Família Apatelodidae Neumoegen & Dyar, 1894
- Família Bombycidae Latreille, 1802
- Família Brahmaeidae Swinhoe, 1892
- Família Carthaeidae Common, 1966
- Família Endromidae Boisduval, 1828
- Família Eupterotidae Swinhoe, 1892
- Família Phiditiidae Minet, 1994
- Família Saturniidae Boisduval, 1837
- Família Sphingidae Latreille, 1802